# Площадь Победы (Витебск)

Главный монумент на площади Победы

Площадь Победы в Витебске — самая большая площадь в Беларуси. Её длина — 380 м, ширина 190 м, периметр — 1140 м, а общая площадь — 7,22 га. Сформирована застройкой жилых домов в 1960—1970 годах.

## История
Авторами проекта общей планировки и благоустройства площади стали архитекторы А. Данилова, З. Довгялло, Р. Княжище, инженер Л. Эйнгорн. По их замыслу, объект объединил и мемориальный центр, и сложный транспортный узел, и место отдыха горожан.
Самую большую площадь в Беларуси строили более двух лет. Строительство площади проводилось силами треста № 9 с участием рабочих и сотрудников витебских предприятий, учащихся, студентов и школьников. Торжественное открытие состоялось 30 июня 1974 года — к празднованию 30-летия освобождения Витебщины от немецко-фашистских захватчиков и 1000-летия Витебска.
Центральное место на площади занял мемориальный комплекс в честь советских воинов-освободителей, партизан и подпольщиков Витебщины или, по-народному, «Три штыка» (архитектор Ю. Шпит, скульпторы Б. Марков, Я. Печкин). Монумент выполнен в виде трёх обелисков высотой 56 метров, на 6-метровой высоте они объединены рельефно-скульптурным поясом. Внизу горит Вечный огонь. Возле памятника — два бассейна с фонтанами. С двух сторон площади — по пять пилонов, на них нанесены годы войны. К набережной Двины ведут три большие лестницы.
Зоной отдыха на площади стал большой сквер перед 9-этажным домом с магазином «Детский мир».
Мемориальную и парковую зоны разделяла проезжая часть. Здесь соединялись шесть улиц, движение транспорта было очень насыщенным, в том числе ездили трамваи. Для удобства водителей и пешеходов на площади устроили первый в Витебске подземный переход.
В 1990 году мемориальную часть дополнили двумя скульптурными группами на спуске к мемориалу. Одна из них символизирует начало войны и зарождение партизанского движения, вторая — наступление советской армии и освобождение (скульпторы А. Торосян, Н. Рыженков, А. Заспицкий, Г. Муромцев). В том же году на пилонах появились бронзовые венки.
Площадь оборудована специально разработанной системой прожекторов и фонарей, освещающих скульптурные композиции, дорожки и фонтан. По периметру площади установлены камеры видеонаблюдения.
23 апреля 2009 года начата реконструкция части площади. Все деревья и кусты с площади убрали, территорию выложили тротуарной плиткой. Вместо газонов, цветников, дорожек появились четыре фонтана, два больших светодиодных экрана, сцена. Произошли изменения и в мемориальной части площади. Пилоны, бордюры газонов и фонтанов отделали гранитом. Гранитной стала и звезда Вечного огня. Обновили скульптурные композиции (их тонировали и покрыли воском), асфальтовое покрытие заменили на тротуарную плитку красного оттенка. По сторонам мемориала посадили туи, установили дополнительную подсветку. В начале мая 2010 года реконструкцию площади Победы закончили.
Все мероприятия к государственным праздникам и памятным датам, общественно-политические акции в Витебске в последние 10 лет проходят на площади Победы. Зимой здесь заливают каток, на Новый год ставят ёлку.

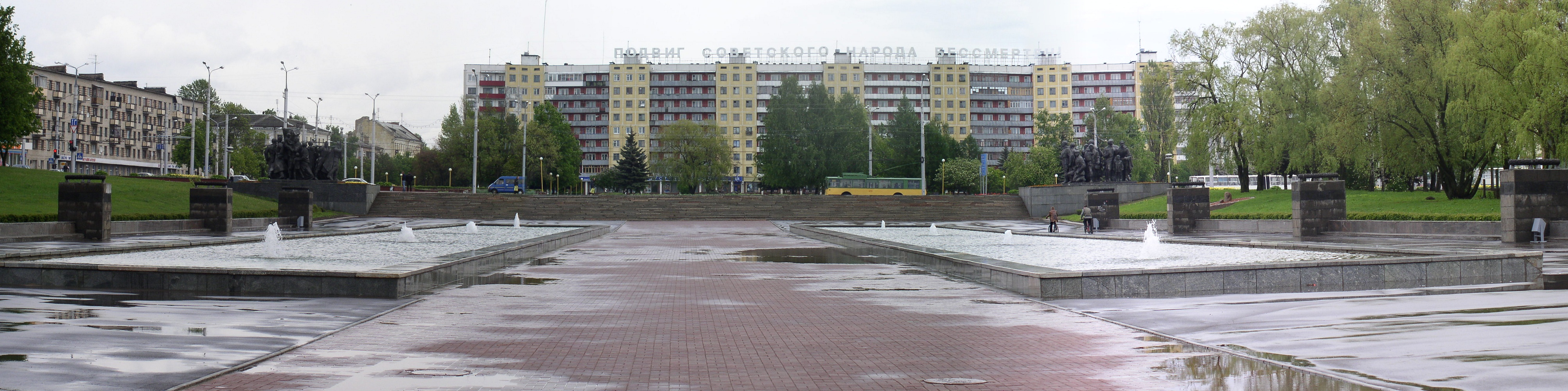
Площадь Победы в Витебске. 2006 год.